# Stanisław Jaworski (aktor)

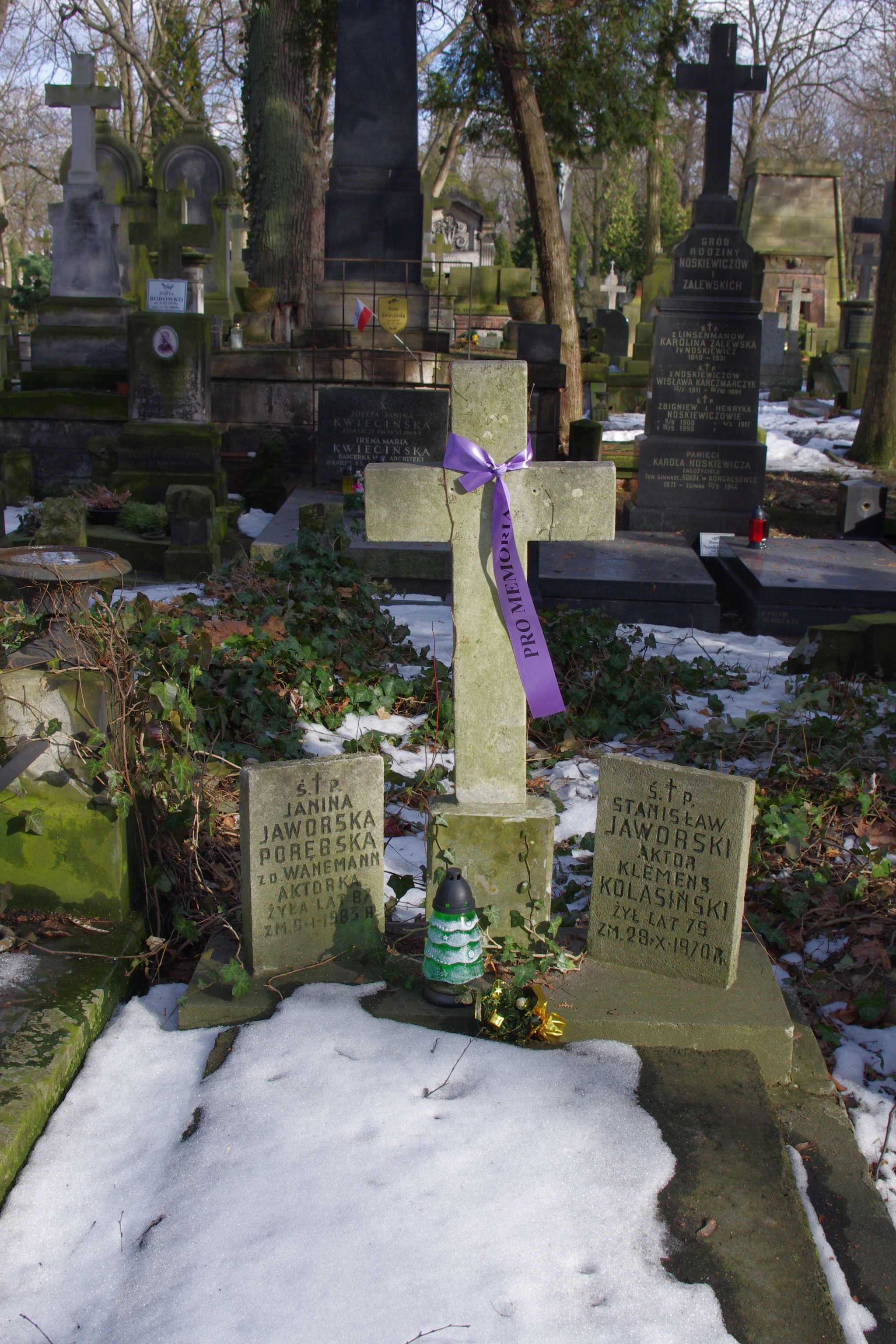
Grób aktora Stanisława Jaworskiego (1895–1970) i aktorki Janiny Jaworskiej–Porębskiej (zm. 1983) na cmentarzu Powązkowskim w Warszawie

Stanisław Jaworski (ur. 12 lutego 1895 w Dolinie, zm. 28 października 1970 w Warszawie) – polski aktor teatralny i filmowy.

## Życiorys
Aktorstwa uczył się na prywatnych kursach u dyrektora teatru lwowskiego. Na scenie zadebiutował w Teatrze Nowym we Lwowie w 1913. W czasie I wojny światowej służył w armii austriackiej. Przed wojną występował m.in. w teatrach Krakowa, Torunia i Poznania.
W czasie okupacji grał w teatrach jawnych Warszawy, m.in. w Teatrze Komedia.
Po wyzwoleniu związał się początkowo ze scenami krakowskimi, by po dziesięciu latach osiąść już na stałe w Warszawie.
Był aktorem charakterystycznym, jego warunki zewnętrzne predysponowały go do grania ról zwykłych, „szarych ludzi”, często zasklepiających się w swojej samotności. Na scenie kreował m.in. takie role jak: Pagatowicza w Grubych Rybach, Dyndalskiego w Zemście, Szwejka w Przygodach dobrego wojaka Szwejka, Twardosza w Dożywociu, Malvolia w Wieczorze Trzech Króli, Chłopowa w Rewizorze, Don Bazylia w Weselu Figara czy Króla Ignacego w Iwonie, księżniczce Burgunda.
W filmie debiutował w 1937. Miał w swoim dorobku około 30 ról filmowych. Ogromną popularność przyniosła mu rola Klemensa Kolasińskiego w radiowej powieści Matysiakowie. Za rolę w Matysiakach w 1958 otrzymał Nagrody Radia i Telewizji (zespołową i indywidualną). Często występował także w Podwieczorku przy mikrofonie.
Zmarł 28 października 1970 w Warszawie, pochowany na cmentarzu Powązkowskim (kwatera 45-6-9).

## Teatr
- Teatr Powszechny w Krakowie (1919–1921)
- Teatr Miejski w Bydgoszczy (1921–1923)
- Teatr Miejski w Sosnowcu (1923–1924)
- Teatr Polski w Katowicach (1924–1925)
- Teatr Miejski w Lublinie (1925–1926)
- Teatr Miejski w Grudziądzu (1926–1927)
- Teatr Ziemi Pomorskiej w Toruniu (1927–1933)
- Teatr Nowy w Poznaniu (1933–1934)
- Teatr Polski w Poznaniu (1935–1938)
- Teatr Letni w Warszawie (1938–1939)
- Teatr im. Juliusza Słowackiego w Krakowie (1945–1955)
- Teatr Dramatyczny w Warszawie (1955–1968)

## Filmografia
- Znachor (1937), reż. M. Waszyński
- Skarb (1948), reż. L. Buczkowski – inkasent Augustyn Halny, sublokator mieszkania przy ul. Równej
- Sprawa do załatwienia (1953), reż. J. Rybkowski i J. Fethke – portier
- Autobus odjeżdża 6.20 (1954), reż. J. Rybkowski – fryzjer Edward Ryżyk, szef Krystyny
- Niedaleko Warszawy (1954), reż. M. Kaniewska – mistrz Śliwik
- Irena do domu! (1955), reż. J. Fethke – ekspedient w sklepie z zabawkami
- Podhale w ogniu (1955), reż. J. Batory i H. Hechtkopf – adiutant Radockiego
- Nowela bokserska w Trzy starty (1955), reż. Cz. Petelski – majster Walczaka w hucie
- Człowiek na torze (1956), reż. A. Munk – kolejarz Franek, przyjaciel Orzechowskiego
- Wraki (1956), reż. E. Petelska i Cz. Petelski – lekarz, członek załogi statku
- Kapelusz pana Anatola (1957), reż. J. Rybkowski – inspektor MO
- Pan Anatol szuka miliona (1958), reż. J. Rybkowski – inspektor MO
- Pożegnania (1958), reż. W. J. Has – doktor Janowski, gość hrabiny Róży
- Zadzwońcie do mojej żony (1958), reż. J. Mach – Stępowski, ojciec Zbigniewa
- Inspekcja pana Anatola (1959), reż. J. Rybkowski – inspektor MO
- Sygnały (1959), reż. J. Passendorfer – ofiarodawca leku
- Historia współczesna (1960), reż. W. Jakubowska – Albinowski, ojciec Basi
- Zezowate szczęście (1960), reż. A. Munk – zegarmistrz
- Barbara i Jan (1964), odc. 3, reż. J. Ziarnik – kierownik delegacji na budowie wieżowca
- Niekochana (1965), reż. J. Nasfeter – komornik
- Niewiarygodne przygody Marka Piegusa (1966), odc. 6, reż. M. Waśkowski – dyrektor ZOO
- Wojna domowa (1966), odc. 10, reż. J. Gruza – listonosz z telegramem
- Wniebowstąpienie (1968), reż. J. Rybkowski – Wilnianin, sędzia Kocioł
- Mały (1970), reż. J. Dziedzina – dozorca na budowie domu

## Ordery i odznaczenia
- Krzyż Kawalerski Orderu Odrodzenia Polski (1957)
- Medal 10-lecia Polski Ludowej (28 stycznia 1955)[2]